# Dicranomyia harpax
Dicranomyia harpax är en tvåvingeart som först beskrevs av Alexander 1952.  Dicranomyia harpax ingår i släktet Dicranomyia och familjen småharkrankar. Inga underarter finns listade i Catalogue of Life.